# 台灣傳統市場
台灣傳統市場的發展歷史，起初是攤販聚落形成的場所，日治時期開始進行規劃並確立制度，國民政府來台後1950年代開始，為了「改善衛生」、「穩定物價」、「增加地方財政」等原因，將傳統市場歸入都市計畫興建各地公有市場，除了可以解決攤販林立問題，也讓生活貧苦的人可以政府招租方式低門檻創業。

## 營業額
根據經濟部中部辦公室調查，全台灣有842處傳統市場，1999年公有傳統市場營業額約新台幣965億元，2010年營業額衰退為新台幣800億元，2013年依據「台灣傳統市場白皮書」推估約為新台幣698億元。

## 問題
公有傳統市場內攤位大多已經飽和難以進入，但以傳統市場為主體不斷向外部擴張的攤商，時常造成周圍環境的環境衛生問題與交通問題。

## 管理
公有傳統市場內部的管理由市場自治會執行，傳統市場外圍的攤商則需要藉由政府地方里長的公權力介入管理環境衛生與交通問題，相關法規有研擬中的《攤販集中區管理自治條例》。

## 競爭
目前傳統市場的競爭包括全國連鎖的便利商店、超級市場、網路購物與大型量販店。